# Fissidens fritzei
Fissidens fritzei är en bladmossart som beskrevs av Geheeb 1910. Fissidens fritzei ingår i släktet fickmossor, och familjen Fissidentaceae. Inga underarter finns listade i Catalogue of Life.